# 贝尼亚米诺·维尼奥拉
贝尼亚米诺·维尼奥拉（義大利語：Beniamino Vignola，1959年6月12日—），意大利男子足球运动员，司职中场。他曾代表意大利国奥队参加1984年夏季奥林匹克运动会足球比赛，获得第4名。